# Объединенный университет специальных операций
Объединённый университе́т специа́льных опера́ций (англ.: Joint Special Operations University: JSOU) является уполномоченным учреждением в составе USSOCOM для проведения совместного обучения сил специальных операций (ССО; англ.: Special Operations Force — SOF), и поэтому ему поручено предоставлять актуальные, реалистичные и передовые возможности обучения военному и гражданскому персоналу сил специальных операций по всему миру; расположен на базе ВВС Макдилл, Флорида, США.
Способный проводить комплексное совместное обучение, ориентированное на ССО, JSOU обеспечивает комплексную образовательную поддержку персоналу ССО и другим лицам, не связанным с ССО, на среднем и старшем уровнях. Университет проводит обучающие курсы и курсы за пределами станции, а также обучение по видеотелеконференциям для поддерживаемых подразделений по всему миру.

## Образование в JSOU
JSOU предоставляет уникальные образовательные возможности SOF посредством курсов очного и дистанционного обучения (а также комбинированных). Он также поддерживает учебную программу ССО в школах профессионального военного образования (англ.: Professional Military Education — PME) как через представителей, так и через кафедры ССО в большинстве учреждений PME. Преподавателей JSOU регулярно привлекают для преподавания блоков обучения, связанных с SOF, в учреждениях PME по всей стране. Кроме того, через свои мобильные учебные группы они проводят образовательные мероприятия для стран всего мира по широкому кругу тем, включая поддержку сопротивления, стратегические эффекты ССО и, также, дизайн[что?].